# Église Saint-Lambert de Buren
Pour les articles homonymes, voir Église Saint-Lambert.
L'église Saint-Lambert (en néerlandais : Sint-Lambertuskerk) est une église protestante se situant dans la ville de Buren, dans la province de Gueldre, aux Pays-Bas.

## Histoire
Une chapelle est construite en 1367 à l'emplacement actuel de l'église. Elle devient une église paroissiale  en 1395 et est nommée église Saint-Lambert à ce moment-là, par l'évêque d'Utrecht. Des ailes et un chœur principal sont rajoutés au XVe siècle et la tour octogonale est construite en 1540. En 1733, un chœur secondaire au nord de l'église est également construit. L'orgue de l'église y a été installé en 1852. Des restaurations ont été effectuées de 1973 à 1980.
L'église Saint-Lambert doit sa renommée au fait que le 8 juillet 1551, le Prince d'Orange Guillaume Ier d'Orange-Nassau y épouse Anne d'Egmont, Comtesse d'Egmont et Dame de Buren.
Marie d'Orange-Nassau, le troisième enfant du Prince d'Orange Guillaume le Taciturne et d'Anne d'Egmont, est inhumée en 1616 dans la crypte sous le chœur de l'église. Elle est la fondatrice de l'orphelinat de Buren.

## Galerie

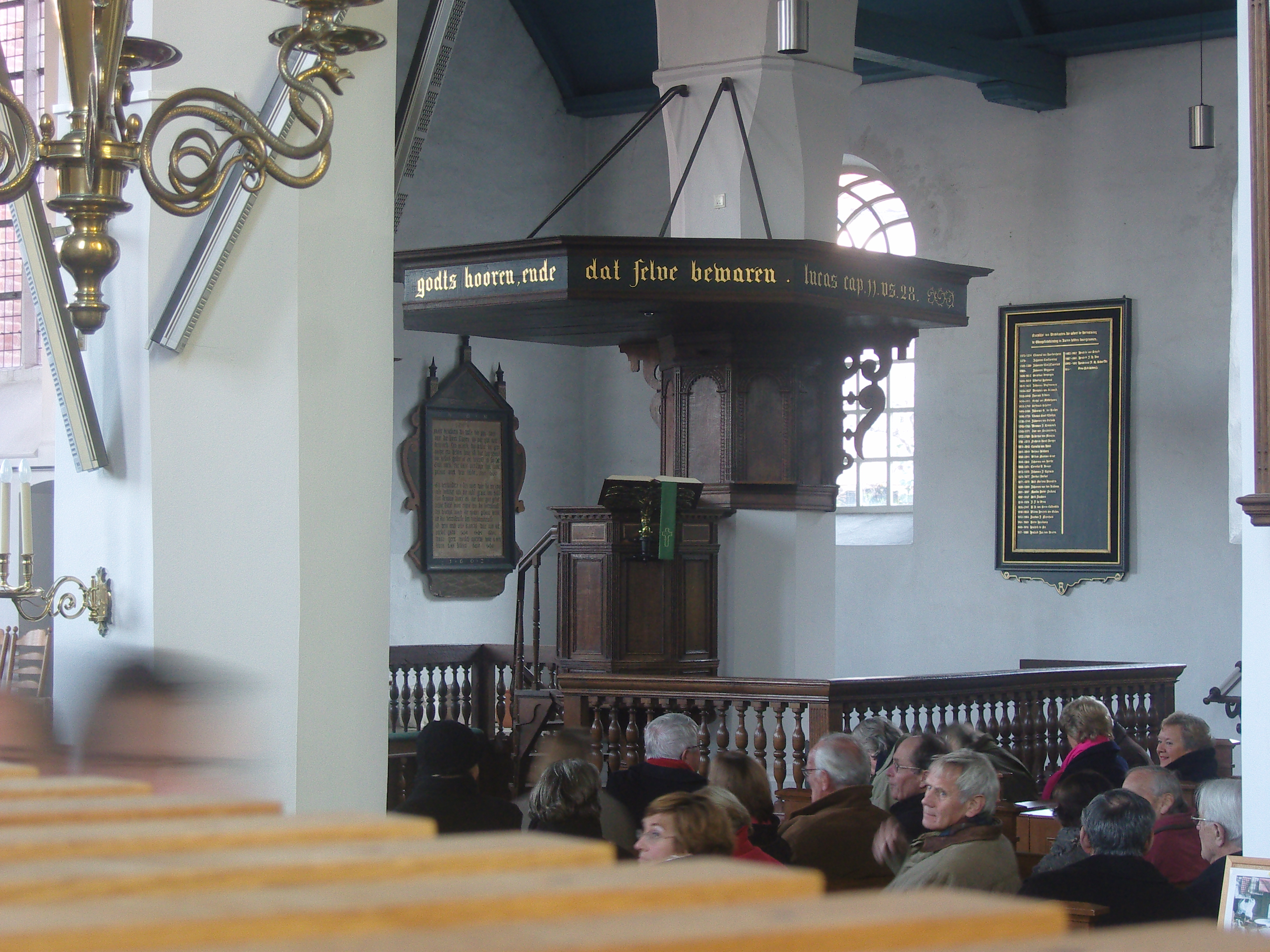
La chaire de Sint-Lambertuskerk